# Morinda cinnamomea
Morinda cinnamomea är en måreväxtart som beskrevs av William Grant Craib. Morinda cinnamomea ingår i släktet Morinda och familjen måreväxter. Inga underarter finns listade i Catalogue of Life.